# Tapiola

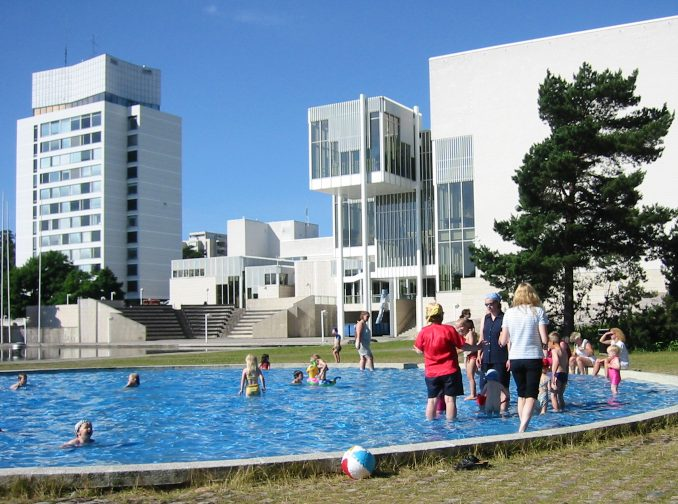
Tapiola centrum in 2001

Tapiola is een zogenaamde tuinstad in de Finse gemeente Espoo, gelegen ten westen van de Finse hoofdstad Helsinki

## Ontwerp
Deze tuinstad is  ontworpen in 1952 door twaalf vooraanstaande architecten voor ongeveer 17.000 forenzen naar Helsinki.

## Naam
Tapiola betekent: het verblijf van de bosgeest Tapio. Het is ook de naam van het laatste symfonisch gedicht van Jean Sibelius uit 1926.